# دوبال‌میوه شاخ‌دار
دوبال‌میوه شاخ‌دار (نام علمی: Dipterocarpus cornutus) نام یک گونه از سرده دوبال‌میوه‌ها است.